# Puurmani
Puurmani era un comune rurale dell'Estonia orientale, nella contea di Jõgevamaa. Il centro amministrativo era l'omonimo borgo (in estone alevik).
Nel 2017 la maggior parte del comune di Puurmani è stato fuso con il comune di Põltsamaa, ad eccezione di quattro villaggi (Härjanurme, Jõune, Pööra e Saduküla), che si sono fusi con il comune di Jõgeva.

## Località
Oltre al capoluogo, il comune comprende 12 località (in estone küla):
Altnurga, Härjanurme, Jõune, Jüriküla, Kirikuvalla, Kursi, Laasme, Pikknurme, Pööra, Saduküla, Tammiku, Tõrve.